# Coelinidea columbia
Coelinidea columbia är en stekelart som beskrevs av Riegel 1982. Coelinidea columbia ingår i släktet Coelinidea och familjen bracksteklar. Inga underarter finns listade i Catalogue of Life.